# Прогресс (Мценский район)
Прогресс — посёлок в Мценском районе Орловской области России. Входит в состав Высокинского сельского поселения.

## География
Посёлок находится в северной части Орловской области, в лесостепной зоне, в пределах центральной части Среднерусской возвышенности, к востоку от реки Алёшни, на расстоянии примерно 23 километров (по прямой) к юго-востоку от города Мценска, административного центра района.
Климат характеризуется как умеренно континентальный с умеренно морозной зимой и теплым, иногда жарким летом. Средняя многолетняя температура самого холодного месяца — января, составляет −9,4°С, температура самого теплого +19°С.
Часовой пояс
Посёлок Прогресс, как и вся Орловская область, находится в часовой зоне МСК (московское время). Смещение применяемого времени относительно UTC составляет +3:00.

## Население
| 2010 |
| ---- |
| 7    |

Половой состав
По данным Всероссийской переписи населения 2010 года в гендерной структуре населения мужчины составляли 57,1 %, женщины — соответственно 42,9 %.
Национальный состав
Согласно результатам переписи 2002 года, в национальной структуре населения русские составляли 100 % из 9 чел.